# 873年
| 千纪： | 1千纪                                                                                           |
| 世纪： | 8世纪 \| 9世纪 \| 10世纪                                                                        |
| 年代： | 840年代 \| 850年代 \| 860年代 \| 870年代 \| 880年代 \| 890年代 \| 900年代                       |
| 年份： | 868年 \| 869年 \| 870年 \| 871年 \| 872年 \| 873年 \| 874年 \| 875年 \| 876年 \| 877年 \| 878年 |
| 纪年： | 癸巳年（蛇年）；唐咸通十四年；南詔建極十四年；日本貞觀十五年                                    |

## 大事记
- 唐懿宗李漼卒，神策軍左軍中尉劉行深、右軍中尉韓文約策立唐僖宗李儼嗣位，時年僅十二歲。

## 出生
- 劉隱，五代十國南漢開國君主劉龑之兄。
- 高汉筠，五代时大将。
- 李仁罕，五代时后蜀大将。
- 王晏球，五代时大将。
- 王镕，五代赵王。
- 楊凝式，五代官员。
- 奥多尼奥二世 (莱昂)，萊昂國王。
- 藤原忠文，日本贵族。

## 逝世
- 肯迪，中世纪阿拉伯的著名哲学家、自然科学家。
- 杜悰，唐朝大臣。
- 唐懿宗，唐朝倒数第四位皇帝。
- 韦保衡，唐朝大臣。